# Rhamphochromis
Genre
Rhamphochromis est un genre de poissons du super-ordre des téléostéens.

## Liste des espèces
Selon FishBase (3 fev. 2016)
- Rhamphochromis esox (Boulenger, 1908)
- Rhamphochromis ferox (Regan, 1922)
- Rhamphochromis longiceps (Günther, 1864)
- Rhamphochromis lucius (Ahl, 1926)
- Rhamphochromis macrophthalmus (Regan, 1922)
- Rhamphochromis woodi (Regan, 1922)